# Glenea montrouzieri
Glenea montivaga é uma espécie de escaravelho da família Cerambycidae. Foi descrita por Charles Joseph Gahan em 1909.  É conhecida a sua existência em Uganda e a República Democrática do Congo.